# Прадхо-Бей (месторождение)
Пра́дхо-Бей или Пру́до-Бей (англ. Prudhoe Bay) — крупное газонефтяное месторождение близ поселения Прадхо-Бей в американском штате Аляска. Входит в нефтегазоносный бассейн Северного склона Аляски. Крупнейшее нефтяное месторождение в Северной Америке, занимающее площадь 86 418 га и первоначально содержащее около 25 млрд баррелей нефти. Объём извлекаемой нефти на месторождении более чем вдвое превышает объём следующего по площади месторождения в США (Восточно-Техасское нефтяное месторождение), а крупнейшим по запасам является Пермский бассейн (Северная Америка). До августа 2019 года месторождение эксплуатировалось компанией BP; партнёрами которой были ExxonMobil и ConocoPhillips; затем BP продала все свои активы на Аляске компании Hilcorp.
Открыто 12 марта 1968 года геологами компаний ARCO и Exxon. Залежи на глубине 0,75—3,2 км. Плотность нефти 0,844—0,913 г/см³, содержание в газе метана — 44 %. Геологические запасы нефти — 3,1 млрд тонн, газа — 730 млрд м³.
Добыча начата 20 июня 1977 года. Пик добычи (1,5 млн баррелей в сутки) был достигнут в 1989 году. Добыча в 2006 году составила 12,62 млн тонн нефти (411 000 баррелей в стуки в декабре). Добыча нефти в 2023 году — 319 013 баррелей в сутки. Добываемая нефть транспортируется по Трансаляскинскому нефтепроводу.